# Central Lechera Asturiana
Central Lechera Asturiana, SAT n.º 471 Ltda. és una societat agrària de transformació (SAT) d'Astúries, Espanya. Controla la majoria accionarial de l'empresa Corporación Alimentaria Peñasanta, S.A. (CAPSA), orientada a la fabricació de productes làctics, i posseeix els drets sobre la marca «Central Lletera Asturiana». Té la seu central en la parròquia de Granda, situada al conceyu de Siero.

## Història
La Central Lechera Asturiana té el seu precedent en un grup sindical de ramaders asturians creat el 1967 que va començar a comercialitzar la seva pròpia marca el 1971. El 1982 els ramaders es van constituir en una Societat Agrària de Transformació (figura jurídica espanyola similar a la cooperativa en alguns aspectes encara que amb grans diferències en d'altres) i el 1997 la societat es va convertir en la principal accionista de la nova Corporación Alimentaria Peñasanta, S.A. (CAPSA).
La Corporación Alimentaria Peñasanta opera amb les marques Central Lechera Asturiana, Larsa, ATO, Innova i Vega de Oro. CAPSA paga un cànon a la societat Central Lechera Asturiana, SAT n.º 471 Ltda. per a l'ús de la marca Central Lechera Asturiana.
L'accionariat de Corporación Alimentaria Peñasanta, S.A. és el següent:
- Central Lechera Asturiana, SAT n.º 471 Ltda. (81,53%)
- Liberbank (10,90%)
- Caixa Rural d'Astúries (6,87%)
- Minoritaris (0,70%)

## Conductes anticompetitives

Tetrabrik de llet semidesnatada Central Lechera Asturiana

El 2015 la Comissió Nacional dels Mercats i la Competència (CNMC) d'Espanya va imposar a Central Lechera Asturiana una multa de 698.477 euros per conductes anticompetitives. Diverses empreses del sector làctic van ser sancionades en el mateix expedient per haver-se repartit el mercat d'aprovisionament de llet crua “en una infracció única i continuada des d'almenys l'any 2000 fins a l'any 2013 inclòs".

## Patrocini d'equips
- CLAS-Cajastur, equipo ciclista professional dels anys 1990 patrocinat per Central Lletera Asturiana.
- Gijón Bàsquet, equip professional de bàsquet patrocinat per Central Lechera Asturiana als anys '80.
- Real Oviedo, a finals dels anys '80 i principis dels anys '90.